# Negro Drama
Negro Drama é uma canção do grupo de rap brasileiro Racionais MC's, lançada no álbum Nada como um Dia após o Outro Dia, em 2002.

## Canção
Com quase sete minutos de duração, "Negro drama" é uma reflexão crítica de Edi Rock e Mano Brown, sobre o sucesso que o grupo atingiu ao longo dos anos, em um país no qual os negros brasileiros, mais especificamente os da periferia de São Paulo, são alvo de exclusão socioeconômica.